# Gustaf Stenfelt
Johan Thure Gustaf Stenfelt, född 7 april 1858 i Säter, död 30 januari 1934 i Malmö, var en svensk sjö- och hamnkapten samt författare.

## Biografi
Stenfelt avlade styrmansexamen i Stockholm 1876, ångbåtsbefälhavarexamen där 1879 och sjökaptenexamen i Västervik 1880. Han seglade med svenska fartyg 1874–77 och med brittiska 1877–79, var styrman på svenska fartyg 1880–82, ångbåtsbefäl på Henry Morton Stanleys expedition i Kongobäckenet 1883–85 och senare på bland annat malmöångaren "Louise" 1892–96 och på härnösandsångaren "Alette" 1896–98. Han var hamnkapten i Malmö 1899–24, ordförande i Malmö sjöfartsförening från 1904 och direktor för Navigationsskolan i Malmö från 1915.